# 约尔格·费贝尔
约尔格·费贝尔（德語：Jörg Faerber，1929年6月18日—2022年9月15日），德国古典音乐指挥家，海尔布隆符腾堡室内管弦乐团创始人。

## 生平
费贝尔在1929年生于斯图加特，1949年至1953年在斯图加特音乐学院学习。1954年至1962年，任海尔布隆剧院音乐总监。1960年创立海尔布隆符腾堡室内管弦乐团，并担任艺术总监和首席执行官。他以演奏巴洛克曲目而知名。他曾作为指挥，带领该乐团在美国、加拿大、英国、法国、奥地利、日本和南非等地巡回演出。阿尔弗雷德·布伦德尔、基東·克雷默、安娜-苏菲·穆特等独奏家是乐团的常客。他曾受邀担任英国广播公司乐团和英国室内乐团的客座指挥。英国的EMI唱片公司和美国的RCA唱片公司出版过他的唱片。1984年获德意志联邦共和国功绩勋章。2002年退休，担任符腾堡室内乐团名誉指挥。2022年9月15日在維利希逝世。